# Egbert Schwarz
Egbert Wolfgang Schwarz (* 22. Juni 1890 in Kemmern bei Riga; † 23. Dezember 1966 in Erfurt) war ein deutscher Chirurg. Er wirkte ab 1921 als Dozent und Professor an der Universität Rostock, ab 1934 als Chefarzt in Erfurt und von 1954 bis 1960 an der Medizinischen Akademie Erfurt, an der er auch Klinikdirektor war und von 1954 bis 1959 als Gründungsrektor der Hochschule fungierte.

## Leben
Egbert Schwarz stammte aus einer deutsch-baltischen Familie, aus der zahlreiche renommierte Künstler und Gelehrte hervorgegangen waren. Sein Vater war Chefarzt für Neurologie in Riga, wo Egbert Schwarz seine Kindheit und Jugend verbrachte. Nach dem Besuch des Livländischen Ritterschaftlichen Landesgymnasiums zu Birkenruh bei Wenden absolvierte er von 1910 bis 1916 ein Studium der Medizin an den Universitäten Leipzig, Freiburg und Rostock. Hier legte er 1916 das Staatsexamen ab und wurde 1917 auch promoviert, anschließend wirkte er in Rostock als Assistent am Pathologischen Institut und an der Chirurgischen Klinik. Ab Dezember 1917 war er Truppenarzt an der Westfront des Ersten Weltkrieges, zuletzt eingesetzt als Bataillonsarzt. Im Dezember 1918 kehrte er an die Chirurgische Klinik der Universität Rostock zurück, die unter Leitung von Wilhelm Müller, seinem späteren Schwiegervater stand. Nachdem er 1921 an der Rostocker Universität auch die Habilitation erlangt hatte, wirkte er dort vom gleichen Jahr an als Privatdozent, sowie ab 1926 als außerordentlicher Professor für Chirurgie. Zugleich fungierte er als Oberarzt an der Chirurgischen Universitätsklinik. Schwarz war maßgeblich am Neubau dieser Klinik beteiligt, die 1930 in Funktion ging.
1934 wechselte er auf die Position des Chefarztes der 1928 neu errichteten Klinik für Chirurgie der Städtischen Krankenanstalten in Erfurt, als deren Ärztlicher Direktor er von 1939 bis Mai 1945 tätig war. Zum 1. Mai 1937 trat er der NSDAP bei. Während des Zweiten Weltkrieges wurde ein Teil der Chirurgischen Klinik zu einem Reservelazarett umfunktioniert, das ab 1942 auf Verletzungen des Zentralnervensystems spezialisiert war. Schwarz war während dieser Zeit Mitglied der SS im Range eines SS-Obersturmführers (SS-Nummer 263.673). 1946 entzog das Landesgesundheitsamt Weimar Egbert Schwarz die Approbation, wogegen die Krankenhaus-Verwaltung protestierte. 1948 verfasste eine Vollversammlung des Städtischen Krankenhauses eine Resolution zugunsten eines Freispruchs durch den Entnazifizierungs-Ausschuss des Landes Thüringen. Ein Jahr später erschien Schwarz bereits auf einer Liste früherer Lehrkräfte, die für zukünftige Lehraufgaben in Frage kämen. 1950 wurde er erneut Ärztlicher Direktor des Städtischen Krankenhauses in Erfurt. Nach der Gründung der Medizinischen Akademie Erfurt im Jahr 1954 wirkte Egbert Schwarz dort bis 1960 als Professor für Chirurgie und Direktor der Chirurgischen Klinik und Poliklinik. Schwerpunkte seines ärztlichen Wirkens waren die Allgemein- und die Viszeral- sowie, basierend auf seinen medizinischen Erfahrungen bei der Behandlung von Verwundeten während des Zweiten Weltkriegs, die Wiederherstellungschirurgie und die Neurochirurgie.
Egbert Schwarz erwarb sich besondere Verdienste um die Vorbereitung und die Gründung der Medizinischen Akademie Erfurt, die er in der Tradition der 1816 geschlossenen ersten Erfurter Universität sah. Von 1954 bis 1959 wirkte er in ihrer entscheidenden Aufbauphase als erster Rektor der Hochschule. Diese sollte, neben ihrem Versorgungs- und Ausbildungsauftrag, auch eine kulturelle Einrichtung werden. Diesbezüglich regte er die Bildung eines Collegium musicum und eines Studentenchors an. Auf seine Initiative wurden ebenso fakultative Vorlesungen zur Kunst- und Literaturgeschichte sowie zur Geschichte der Medizin angeboten. Auch die im Jahre 1956 erfolgte Gründung der wissenschaftlichen Zeitschrift Beiträge zur Geschichte der Universität Erfurt (1392–1816) geht auf Egbert Schwarz zurück.
Egbert Schwarz war verheiratet mit Hedwig, geb. Müller (1896–), der Tochter des Chirurgen Wilhelm Müller, und Vater von fünf Kindern. Sein Interesse neben der Medizin galt besonders der klassischen Musik, der schöngeistigen Literatur und der Geschichte.

## Ehrungen
Egbert Schwarz gehörte ab 1955 als Korrespondierendes Mitglied der Deutschen Akademie der Wissenschaften zu Berlin an und wurde darüber hinaus 1958 auch in das Präsidium der Deutschen Akademie der Naturforscher Leopoldina sowie 1959 als ordentliches Mitglied in die Sächsische Akademie der Wissenschaften aufgenommen. Darüber hinaus wurde er mit der Ehrendoktorwürde der Medizinischen Akademie Erfurt ausgezeichnet und war Ehrenmitglied einer großen Anzahl von wissenschaftlichen Gesellschaften. Er erhielt außerdem den Vaterländischen Verdienstorden in Silber und den Ehrentitel Verdienter Arzt des Volkes.
Die Vereinigung Nordwestdeutscher Chirurgen wählte ihn zum Ehrenmitglied.

## Werke
- Die Echinokokkenkrankheit. Stuttgart 1928 (als Mitautor)
- Chirurgie und Technik. Leipzig und Jena 1954
- Die Knochenbrüche und Verrenkungen und ihre Behandlung: Ein Lehrbuch für Studierende und Ärzte. Jena 1958